# Annavasal
Annavasal es una ciudad y nagar Panchayat situada en el distrito de Pudukkottai en el estado de Tamil Nadu (India). Su población es de 8906 habitantes (2011).

## Demografía
Según el censo de 2011 la población de Annavasal era de 8906 habitantes, de los cuales 4429 eran hombres y 4477 eran mujeres. Annavasal tiene una tasa media de alfabetización del 79,81%, inferior a la media estatal del 80,09%: la alfabetización masculina es del 86,80%, y la alfabetización femenina del 71,86%.